# Krasnyj Dwor (rejon wołogodzki)
Krasnyj Dwor (ros. Красный Двор) – wieś w Rosji, w rejonie wołogodzkim obwodu wołogodzkiego. W 2021 r. była niezamieszkana.